# Barkingside (stacja metra)
Barkingside – stacja londyńskiego metra położona na trasie Central Line pomiędzy stacjami  Newbury Park a Fairlop. Znajduje się w dzielnicy Barkingside w gminie London Borough of Redbridge, w czwartej strefie biletowej. Stacja została otwarta w 1903 roku i początkowo obsługiwała linie kolejowe Great Eastern Railway, pierwsze pociągi metra Central Line rozpoczęły obsługę stacji 14 grudnia 1947 W 2010 roku obsłużyła 1,080 miliona pasażerów.

## Połączenia
Stacja obsługiwana jest przez autobusy linii 169 i 247.

## Galeria

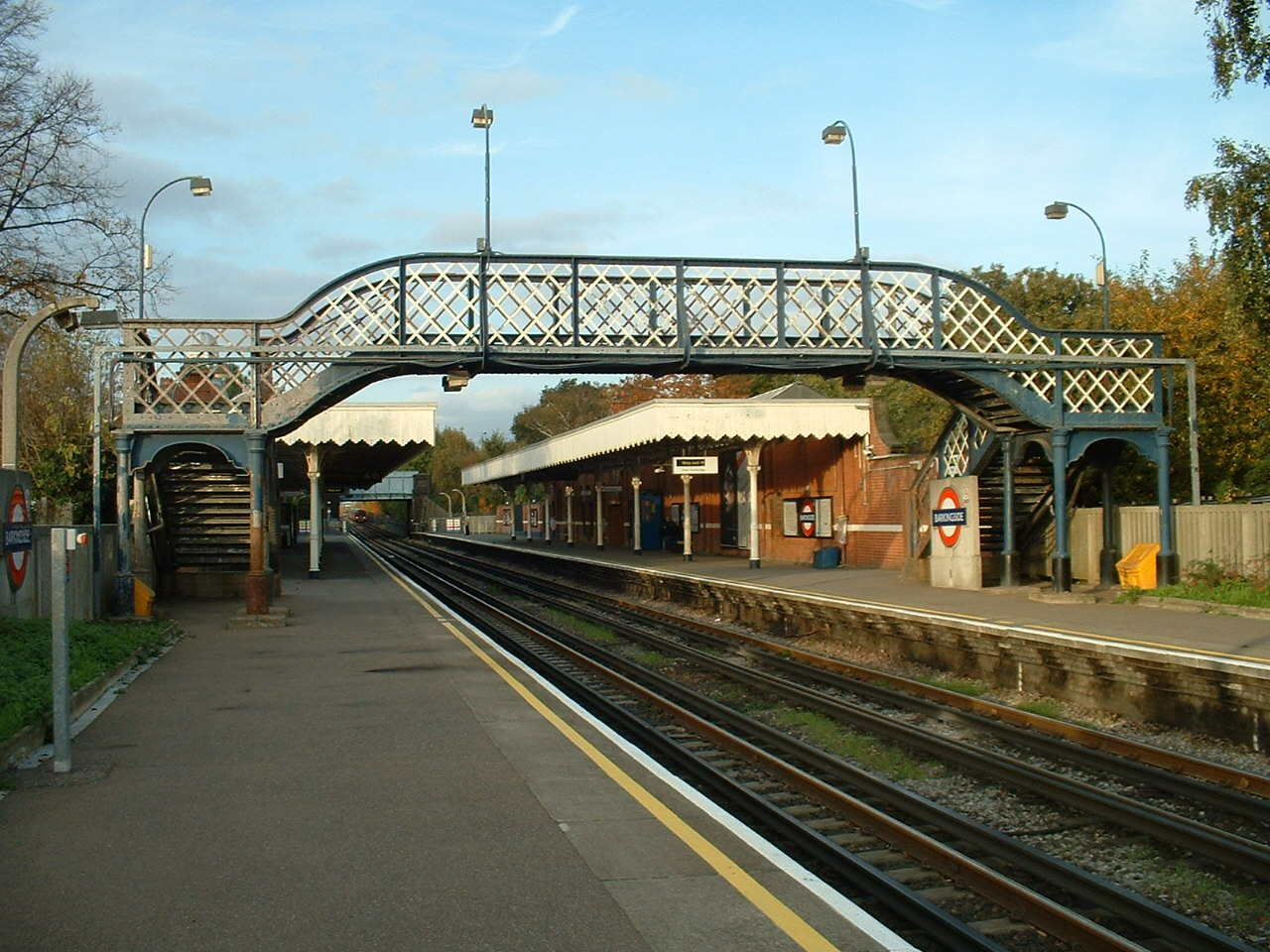
Platfoma w kierunku wschodnim
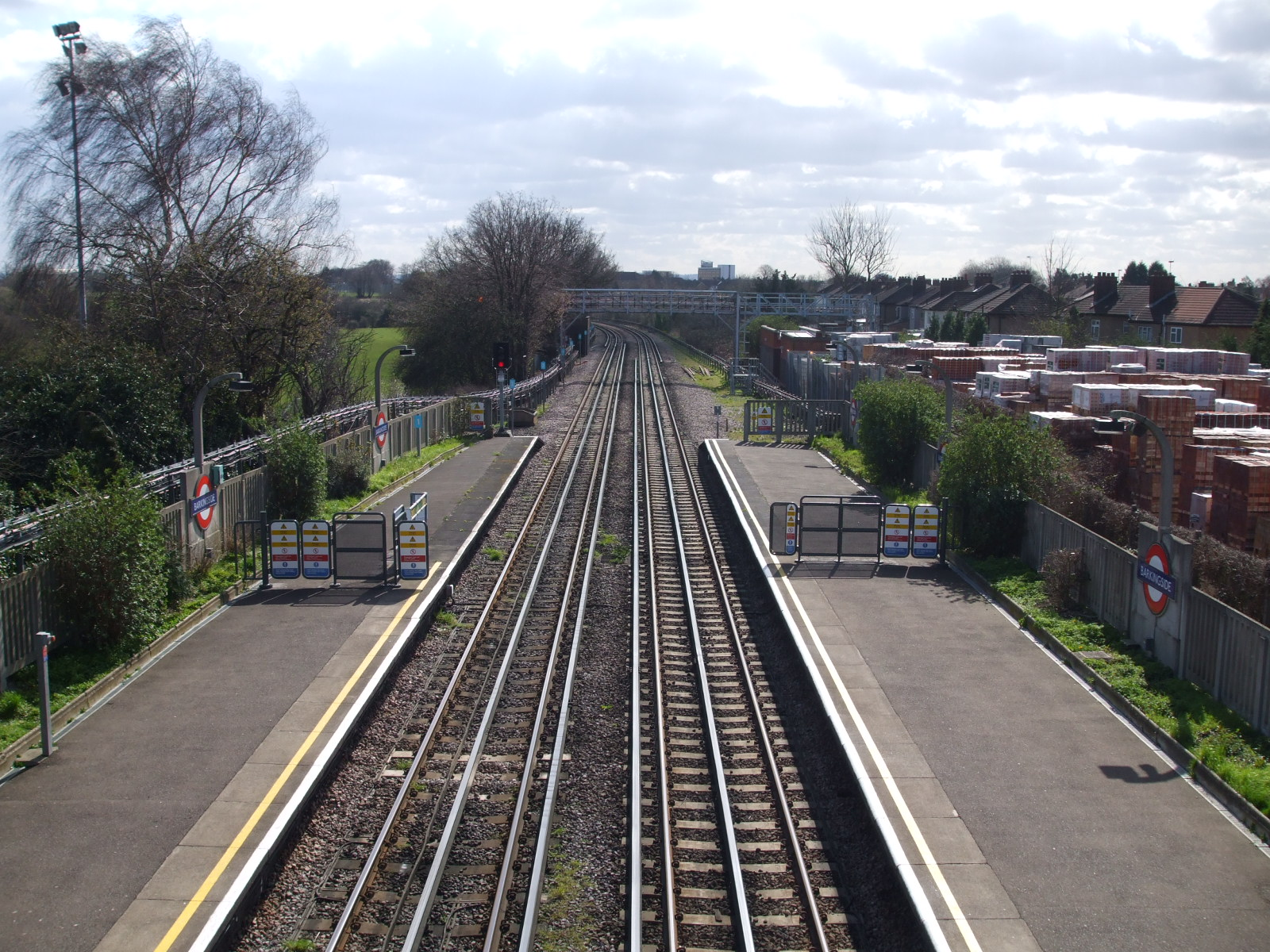
Widok w kierunku południowym
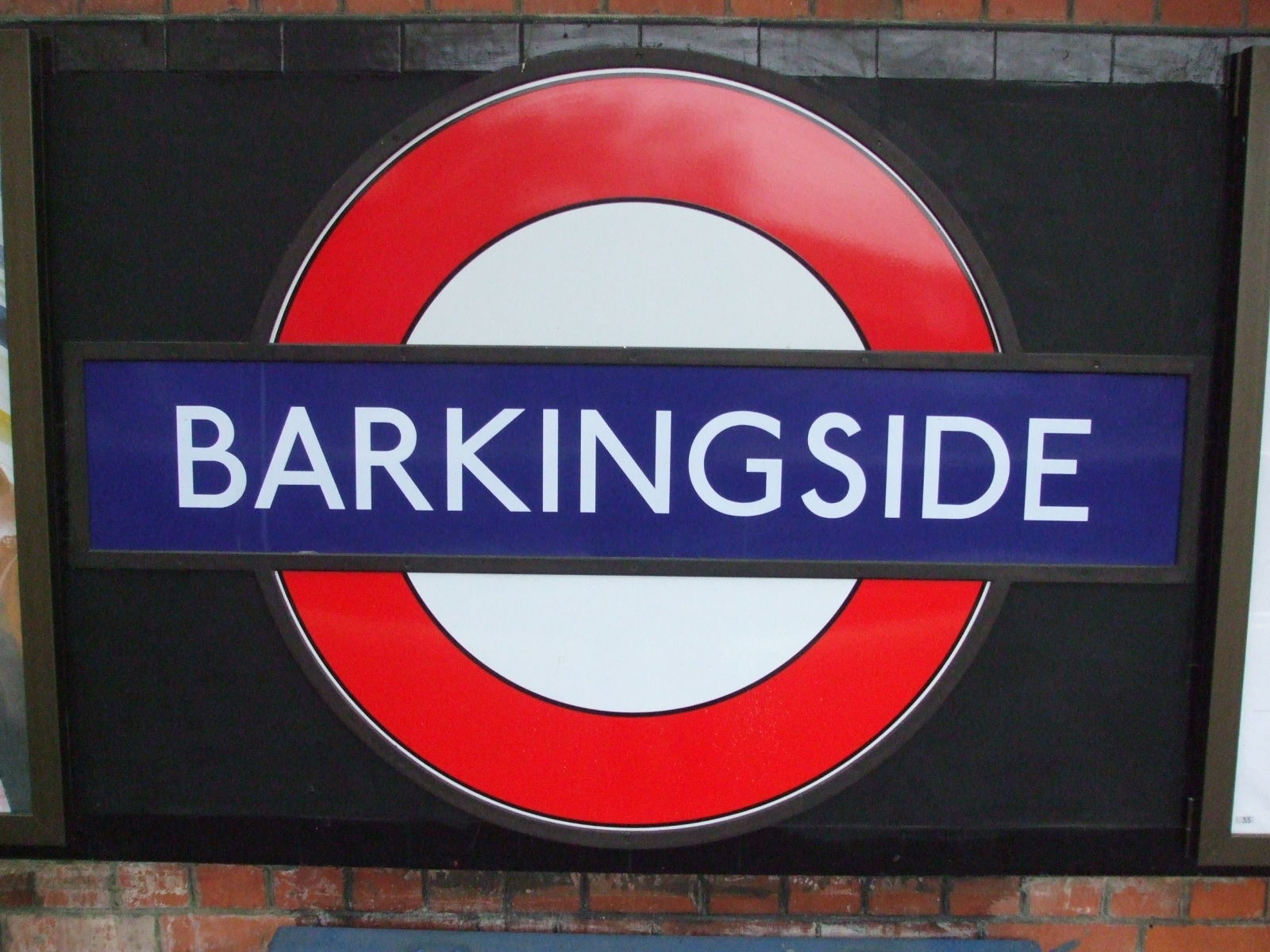
Symbol stacji
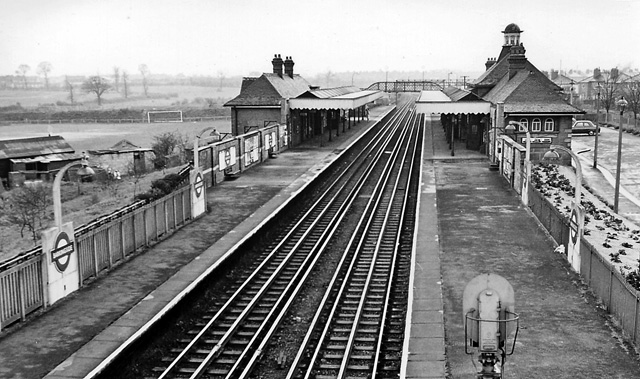
Stacja Barkingside, 1961